# Jesse Eisenberg
Jesse Adam Eisenberg (* 5. října 1983, Queens, New York, USA) je americký divadelní a filmový herec. V roce 2011 byl nominován na Oscara v kategorii Nejlepší herec v hlavní roli za roli Marka Zuckerberga ve filmu Sociální síť.

## Filmografie

### Film
| Rok  | Název                                  | Role                                    | Poznámky            |
| ---- | -------------------------------------- | --------------------------------------- | ------------------- |
| 2002 | Roger Dodger                           | Nick                                    |                     |
| 2002 | Klub vyvolených                        | Louis Masoudi                           |                     |
| 2004 | Vesnice                                | Jamison                                 |                     |
| 2005 | Sépie a velryba                        | Walt Berkman                            |                     |
| 2005 | Prokletí                               | Jimmy                                   |                     |
| 2007 | Student Charlie Banks                  | Charlie Banks                           |                     |
| 2007 | Lovci stínů                            | Benjamin Strauss                        |                     |
| 2007 | One Day Like Rain                      | Mark                                    |                     |
| 2007 | The Living Wake                        | Mills Joaquin                           |                     |
| 2009 | Zábavný park                           | James Brennan                           |                     |
| 2009 | Zombieland                             | Columbus                                |                     |
| 2009 | Beyond All Boundaries                  | Fiske Hanley / Benjamin McKinney (hlas) | krátkometrážní film |
| 2009 | Some Boys Don't Leave                  | chlapec                                 | krátkometrážní film |
| 2009 | Muž v pokušení                         | Daniel Cheston                          |                     |
| 2010 | Božské extéze                          | Sam Gold                                |                     |
| 2010 | Camp Hope                              | Daniel                                  |                     |
| 2010 | The Social Network                     | Mark Zuckerberg                         |                     |
| 2011 | Rio                                    | Blu (hlas)                              |                     |
| 2011 | 30 minut nebo méně                     | Nick Davis                              |                     |
| 2012 | Do Říma s láskou                       | Jack                                    |                     |
| 2012 | Free Samples                           | Tex                                     |                     |
| 2012 | Predisposed                            | Eli Bloom                               |                     |
| 2013 | Podfukáři                              | J. Daniel Atlas                         |                     |
| 2013 | Noc přichází                           | Josh Stamos                             |                     |
| 2013 | He's Way More Famous Than You          | Sám sebe                                | cameo               |
| 2013 | Dvojník                                | Simon James / James Simon               |                     |
| 2014 | Rio 2                                  | Blu (hlas)                              |                     |
| 2015 | American Ultra                         | Mike Howell                             |                     |
| 2015 | Hlasitější než bomby                   | Jonah                                   |                     |
| 2015 | Konec šňůry                            | David Lipsky                            |                     |
| 2016 | Podfukáři 2                            | J. Daniel Atlas                         |                     |
| 2016 | Batman v Superman: Úsvit spravedlnosti | Alexander Luthor                        |                     |
| 2016 | Café Society                           | Bobby Dorfman                           |                     |
| 2017 | Liga spravedlnosti                     | Alexander Luthor                        | cameo               |
| 2018 | The World Before Your Feet             | –                                       | výkonný producent   |
| 2018 | Operace kolibřík                       | Vincent Zaleski                         |                     |
| 2019 | The Art of Self-Defense                | Casey Davies                            |                     |
| 2019 | Vivarium                               | Tom                                     |                     |
| 2019 | Zombieland: Rána jistoty               | Columbus                                |                     |
| 2019 | Hnutí odporu                           | Marcel Marceau                          |                     |
| 2021 | Liga spravedlnosti Zacka Snydera       | Lex Luthor                              |                     |

### Televize
| Rok       | Název                  | Role          | Poznámky                                |
| --------- | ---------------------- | ------------- | --------------------------------------- |
| 1999–2000 | Get Real               | Eric Dobbs    | 22 dílů                                 |
| 2001      | Oheň z nebe            | Nick          | TV film                                 |
| 2011      | Saturday Night Live    | Louis Masoudi | díl: „Jesse Eisenberg/Nicki Minaj“      |
| 2012      | The Newsroom           | Jamison       | díl: „We Just Decided To“               |
| 2014      | Taková moderní rodinka | Walt Berkman  | díl: „Pod tlakem“                       |
| TBA       | The Market             | Stan Katzman  | režisér, scenárista a výkonný producent |
| TBA       | Bream Gives Me Hiccups | –             | tvůrce, režisér, scenárista             |